# くどうれいん
くどう れいん（くどう れいん、女性、1994年- ）は、日本の小説家、歌人。歌人としての名義は本名である「工藤玲音」（読み同じ）であったが、2024年2月をもって「くどうれいん」名義に統一した。

## 来歴
岩手県盛岡市出身、在住。石川啄木の出身地として知られる渋民で育つ。俳句結社『樹氷』同人、コスモス短歌会所属。
岩手県立盛岡第三高等学校で文芸部に所属し、2012年度全国高等学校文芸コンクール小説部門・詩部門・短歌部門で優秀賞を受賞する。岩手日報の随筆賞の最年少受賞や、全国高校生短歌大会団体優勝も経験した。複数の文芸ジャンルにわたって作品を執筆しているが、高校の文芸部ではそれが通常の姿勢であり、自身は「文芸部をずっとやってる感覚」であると述べている。
宮城大学事業構想学部に進学して宮城県に移住後は、東北大学短歌会に参加。
大学卒業後は盛岡に帰郷し、会社員として働きながら執筆活動を続けた。2017年4月に光文社刊行の『ショートショートの宝箱』に「冬のメリーゴーランド」が収録される。同年、俳句ウェブマガジン「スピカ」の連載（2016年6月）をまとめたエッセイ集『わたしを空腹にしないほうがいい』を上梓。『わたしを空腹にしないほうがいい』は2018年に改訂版としてBOOKNERDから出版され、リトルプレスながら異例のセールスを記録した。2021年に「群像」に発表した小説「氷柱の声」が第165回芥川龍之介賞候補作となる。

## 作品リスト

### 小説

#### 単行本
- 『氷柱の声』（2021年7月、講談社、ISBN 978-4-06-524128-8）氷柱の声（『群像』2021年4月号）
- 『登場人物未満』（2025年1月、KADOKAWA）
- 『スノードームの捨てかた』(2025年5月、講談社）

#### アンソロジー収録
「」内がくどうの作品
- 『ショートショートの宝箱』（2017年4月、光文社）ISBN 978-4-334-77459-2「冬のメリーゴーランド」
- 『ショートショートの宝箱II』（2019年4月、光文社）ISBN 978-4-334-77822-4「てのひらの映画館」

### 絵本・童話
- 『プンスカジャム』くりはらたかし絵（2021年9月、福音館書店、ISBN 978-4-8340-8628-7）絵本
- 『あんまりすてきだったから』みやざきひろかず絵（2022年6月、ほるぷ出版）童話

### 歌集
- 『水中で口笛』（2021年4月、左右社、ISBN 978-4-86528-024-1）
- 『水歌通信』（2023年12月、左右社）東直子との共著

### エッセイ集
- 『わたしを空腹にしないほうがいい』（2017年、私家版 / 〔改訂版〕2018年8月、BOOKNERD）
- 『うたうおばけ』（2020年4月、書肆侃侃房、ISBN 978-4-86385-398-0）（2023年10月、講談社文庫、ISBN 978-4065328774)
- 『虎のたましい人魚の涙』（2022年9月、講談社、ISBN 978-4-06-529092-7）
- 『桃を煮るひと』（2023年6月、ミシマ社）
- 『コーヒーにミルクを入れるような愛』（2024年4月、講談社）
- 『日記の練習』（2024年9月、NHK出版）
- 『湯気を食べる』（2025年3月、オレンジページ）

### 単行本未収録作品
小説
- 「あきらめること」（講談社『群像』2022年4月号)
- 「キウイ縞々」（講談社『群像』2022年11月号）
- 「A701」（講談社『群像』2025年4月号）

エッセイなど
- 「銀河鉄道通勤OL」（マガジンハウス『POPEYE』2019年7月号〜2020年6月号）
- 「続・銀河鉄道通勤OL」（GRいわて銀河鉄道ファンクラブマガジン2020年）
- 「盛岡ずずず」（盛岡市Instagram『盛岡という星で』2019年〜2020年）
- 「日日是目分量」（講談社『群像』2020年8月号～）
- 「浴槽に沈む」 - 『すばる』2021年8月号
- 「へびの会話」 - 『文學界』2022年5月号
- 「市井の日常が読める時代に」 - 『小説トリッパー』2022年9月号

### 作詞
- さだまさし「ふるさとの風」（『風の軌跡』所収）

### 特集
- 短歌ムック「ねむらない樹」vol.5　特集＝くどうれいん／工藤玲音（書肆侃侃房、2020年8月）

収録：エッセイ「夏のＵターン」、短歌「花束に氵」、俳句「洗顔」、「私の知っているくどうれいん」（神野紗希、千種創一、郡司和斗、山下翔、溺愛、松本てふこ、仲間桃子）、対談「ミステリアスになりたい！」（スケラッコ）、ざっくりもりおかMAP